# Освіта в Буркіна-Фасо

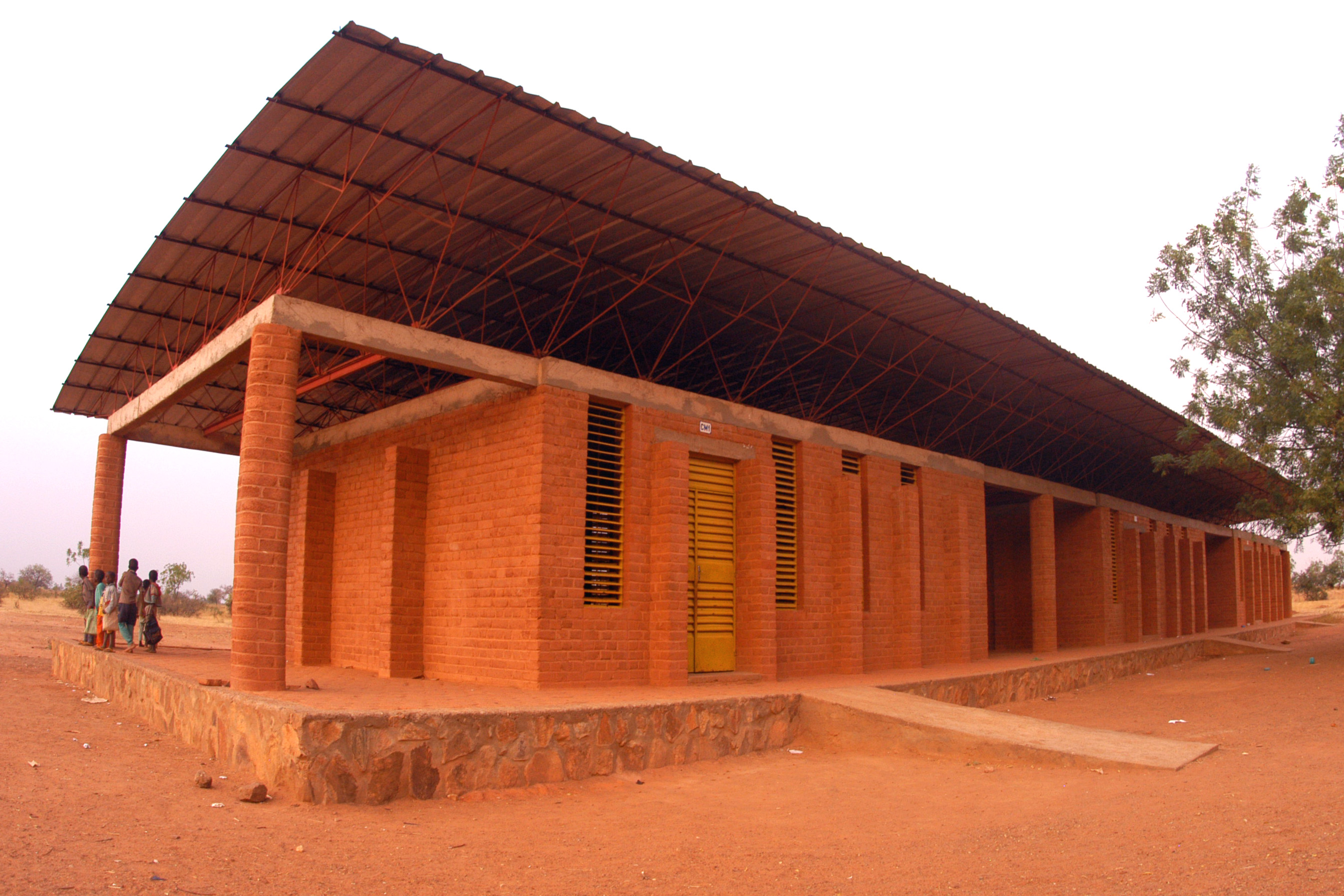
Початкова школа в Ганді, Буркіна-Фасо

Освіта в Буркіна-Фасо, як і в більшості країн світу, ділиться на початкову, середню і вищу.

## Початкова і середня освіта
Закон про освіту робить навчання в школі обов'язковим для дітей у віці від 6 до 16 років. За законом освіта безкоштовна, проте уряд не має достатніх коштів для забезпечення повної і безкоштовної початкової освіти. Учні змушені платити за навчання, а на громади часто покладається відповідальність за спорудження приміщень для шкіл та житлових будинків для вчителів. Учні можуть продовжувати навчання на базовому і повному середньому рівні тільки в тому випадку, якщо будуть набрані класи з достатньою кількістю учнів. Станом на 2002 рік теоретичне охоплення початковою освітою склало 46 %, однак практично навряд чи перевищує 36 %. Різниця в цифрах зумовлена тим, що теоретичне значення засноване на кількості формально зареєстрованих в школах учнів без урахування даних про реальні відвідуванні або невідвідування ними навчальних закладів. За оцінкою 2001 року, 66 % дітей, що надійшли в початкову школу, досягнуть 5 класу.
У країні є гострий недолік вчителів і матеріальної бази. Шкільні матеріали обмежені найнеобхіднішими речами та обладнанням. Офіційно гранично допустимий розмір класів не повинен перевищувати 65 осіб, але в більшості сільських районів класи набагато більше, що обумовлено браком шкіл. Якщо школа заповнена вщерть, дитину можуть зовсім не прийняти на навчання, запропонувавши почекати наступного року.
У столиці є Міжнародна Школа Уагадугу для іноземців.

### Шкільний розпорядок
Робочий тиждень триває з понеділка по суботу, по вівторках школи закриті. У Буркіна Фасо навчання йде згідно з обов'язковим Національним навчальним планом. У числі предметів, що вивчаються входить виробниче виховання, на уроках якого дітей вчать тому, як садити кукурудзу і дерева, вирощувати домашню птицю. З 12 до 15 годину в школах йде перерва в заняттях.

## Вища освіта
Станом на 2004 рік у країні було 2 основних університети: Політехнічний Університет Бобо-Діуласо, що спеціалізується на комплексі прикладних наук, в тому числі сільськогосподарських, та Університет Уагадугу. Перший приватний вищий навчальний заклад було відкрито в 1992 році. Навчальний процес організований по-різному: так в Університеті Уагадугу на одного викладача припадає 24 студенти, а в Політехнічному Університеті Бобо-Діуласо — всього 3.

### Керівництво
В університетах діють сходинки з п'яти рівнів прийняття рішення: рада директорів, університетське збори, університетський рада, інститути та департаменти.

## Специфіка освітнього процесу
- нестача шкіл (основний рівень);
- брак кваліфікованих викладачів (для вищої освіти);
- сім'ї повинні оплачувати навчання в школі та купувати інвентар;
- вкрай низький дохід більшості жителів;
- відправлення дитини на навчання знижує доходи і підвищує витрати сімей;
- широко поширена практика, коли сім'я посилає одну дитину вчитися, а інші залишаються і починають заробляти гроші. Зазвичай вчитися їде старший син.
- Мовний бар'єр: викладання ведеться французькою мовою, на якій говорить лише 15 % населення країни, а не на національних мовах.